# Faro di Slangkop
Il faro di Slangkop è un faro situato nei pressi della cittadina di Kommetjie vicino a Città del Capo in Sudafrica.
La costruzione del faro doveva essere completata nel 1914 ma a causa dello scoppio della prima guerra mondiale l'edificio venne ultimato solamente nel 1919 e inaugurato il 19 luglio dello stesso anno.
Il faro è oggi un'attrazione turistica molto frequentata.